# San Gabriel, Guatemala
San Gabriel är en kommunhuvudort i Guatemala.   Den ligger i kommunen Municipio de San Gabriel och departementet Departamento de Suchitepéquez, i den sydvästra delen av landet, 110 km väster om huvudstaden Guatemala City. San Gabriel ligger 311 meter över havet och antalet invånare är 4 118.
Terrängen runt San Gabriel är platt åt sydväst, men åt nordost är den kuperad. Terrängen runt San Gabriel sluttar söderut. Runt San Gabriel är det ganska tätbefolkat, med 160 invånare per kvadratkilometer. Närmaste större samhälle är Mazatenango, 2,4 km nordost om San Gabriel. I omgivningarna runt San Gabriel växer huvudsakligen savannskog.